# Cratere Clio
Clio  è un cratere sulla superficie di Venere.